# استرومستاد
شهر سترومستد (به سوئدی: Strömstad) در ناحیه شهری سترومستد در کشور سوئد واقع شده‌است. جمعیت این شهر ۱۸۶۱٫۹۵  نفر است.

## نگارخانه

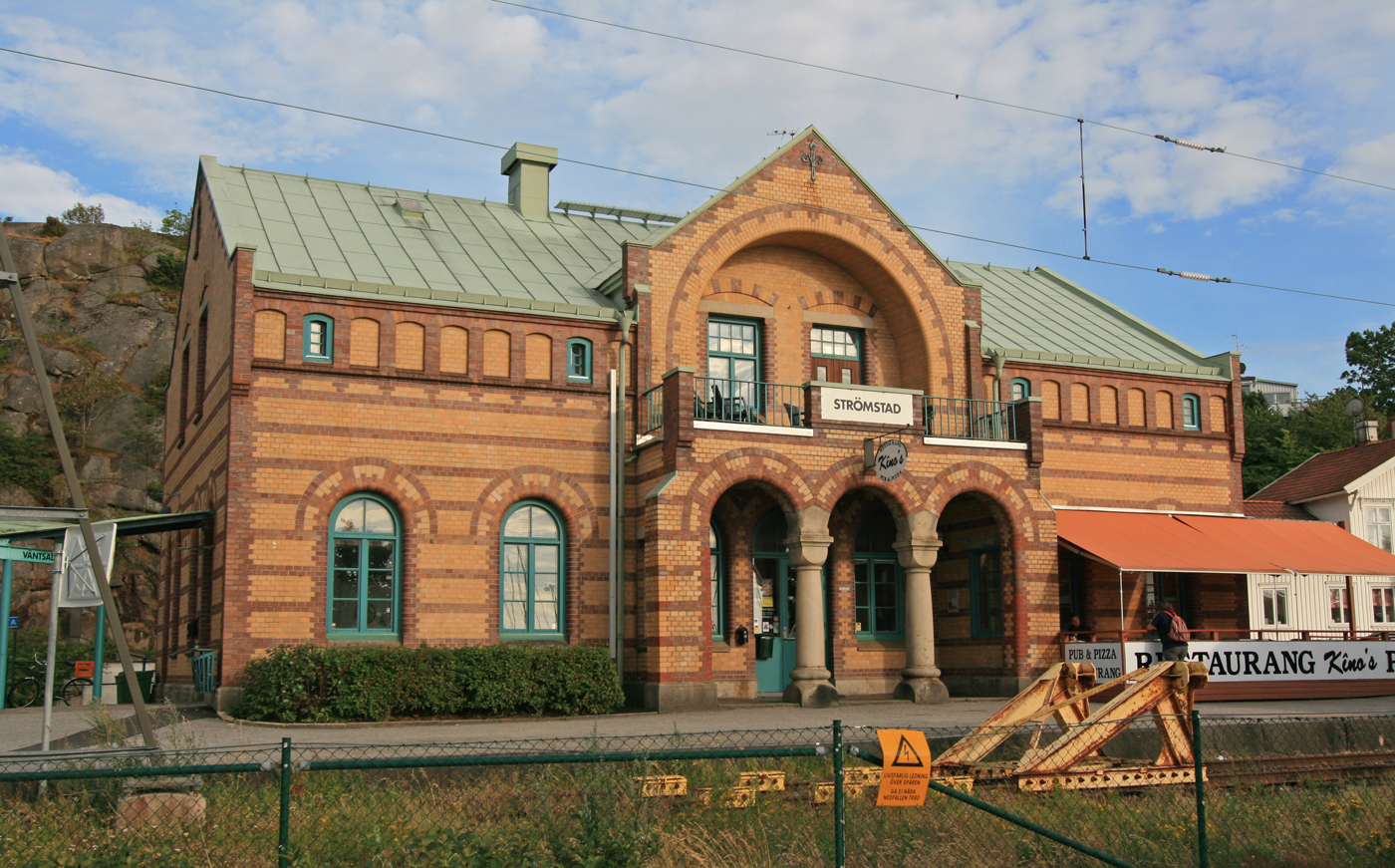
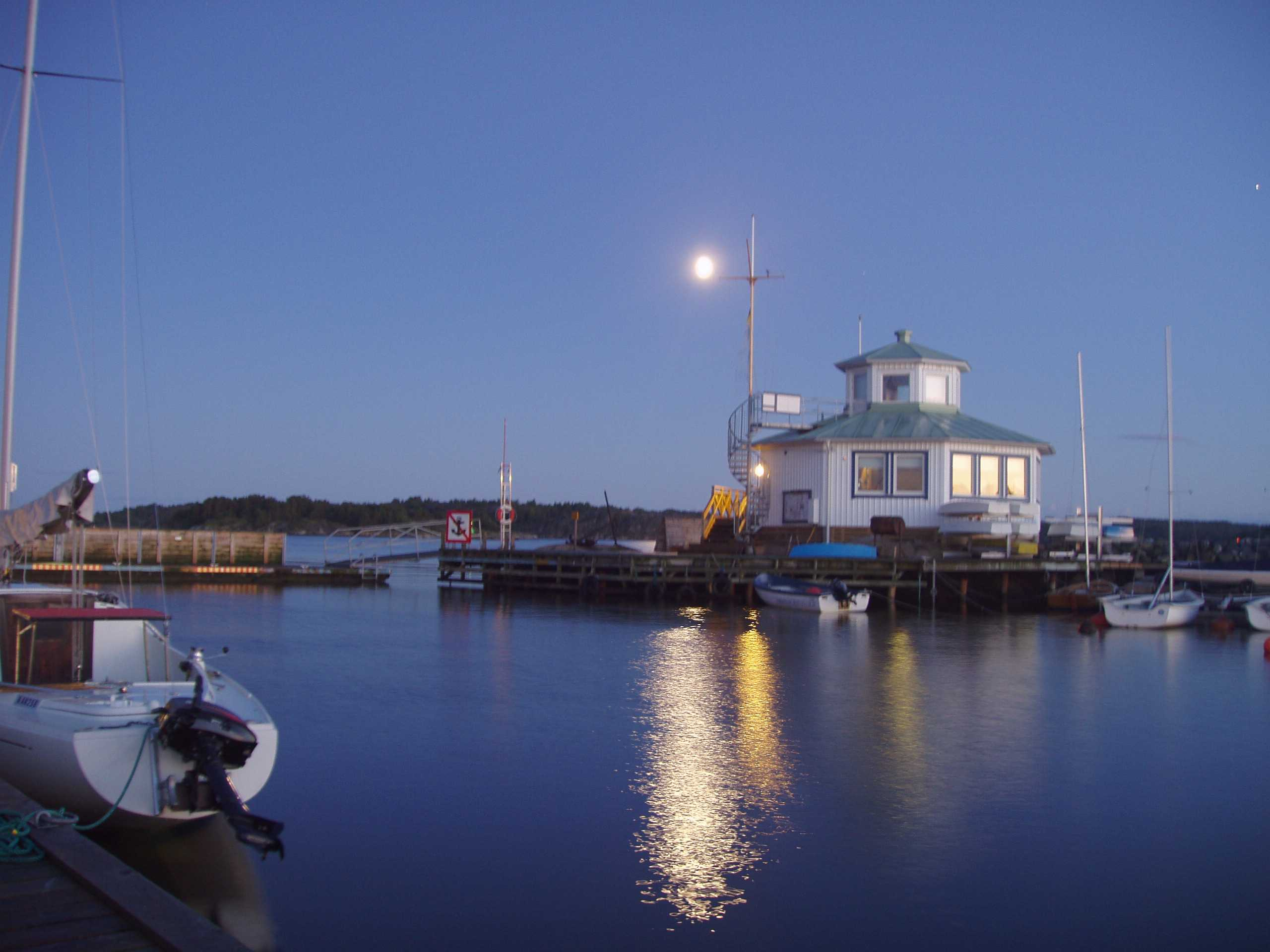
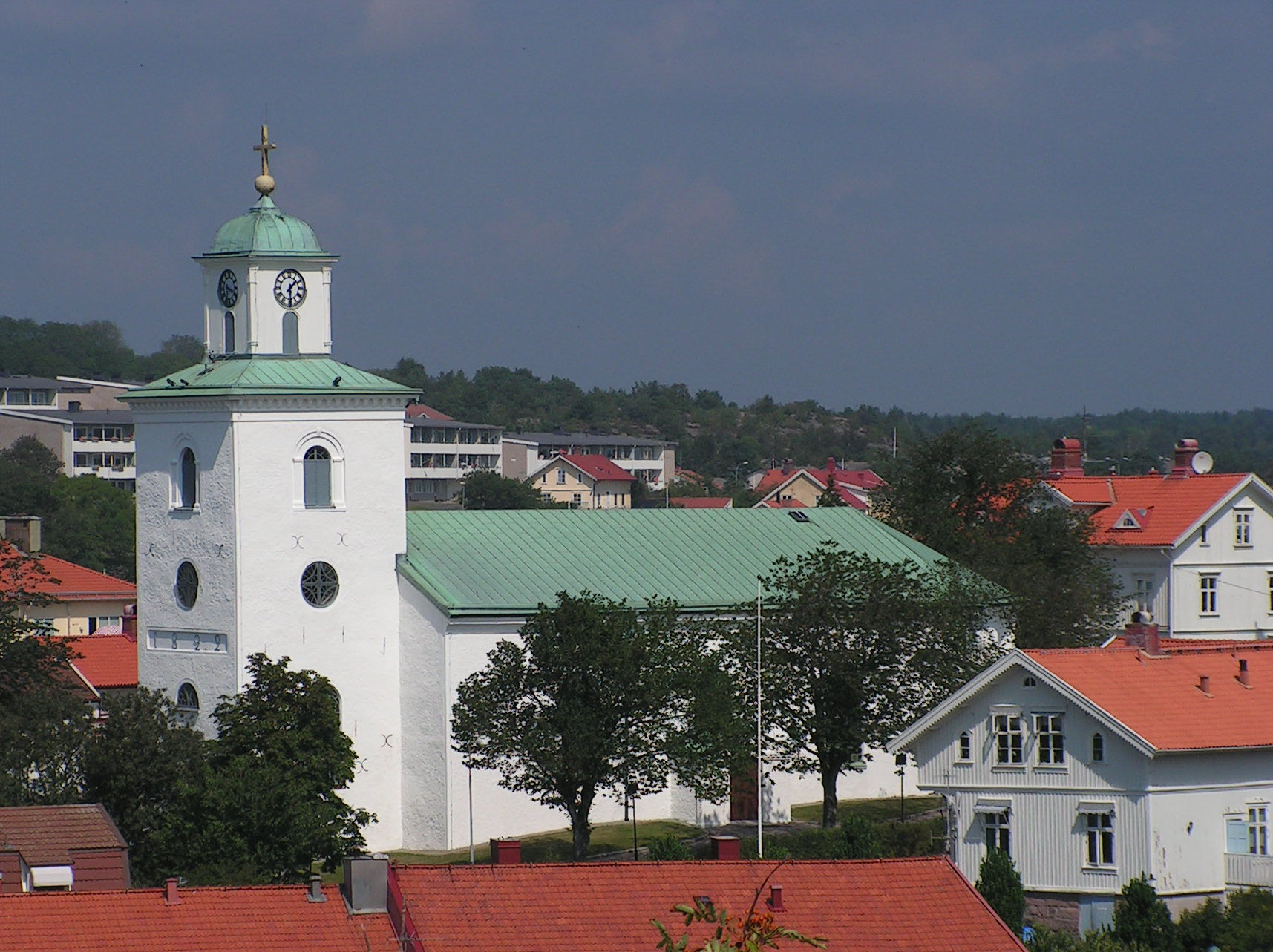
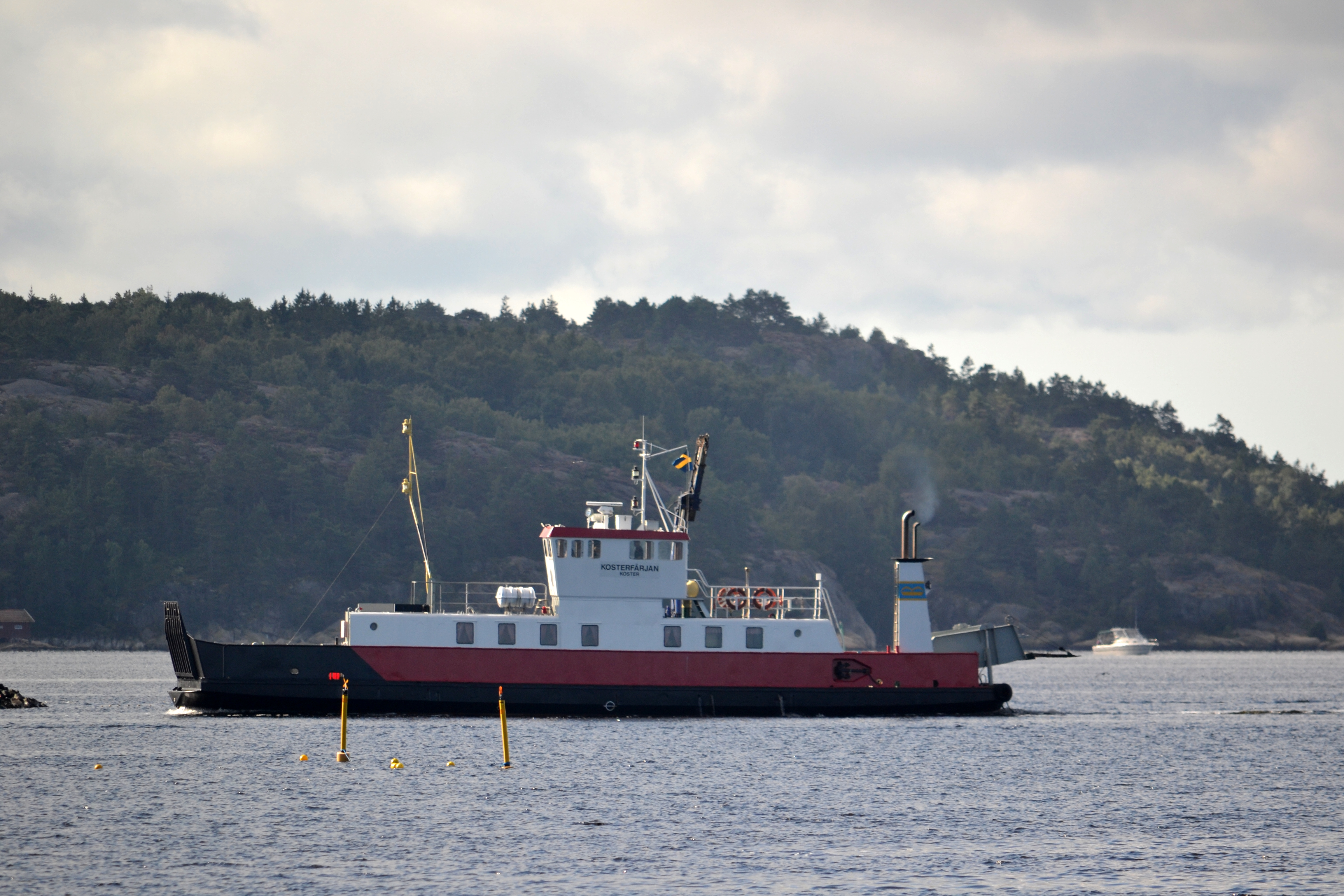